# Estádio do Trabalhador
O Estádio do Trabalhador, oficialmente Estádio Municipal de Resende, é um estádio de futebol que localiza-se no município de Resende, que possuía a capacidade de 4.000 espectadores, tendo sido ampliado para 10.500 pessoas em 2009. 
O estádio pertence ao SESI e é administrado pela Prefeitura de Resende, sendo onde o Resende Futebol Clube e Pérolas Negras mandos os seus jogos. 
O Estádio do Trabalhador está situado em bairro nobre de Resende na região central da cidade, rodeado por edifícios residenciais, árvores, parques e clubes e aos principais serviços da cidade. Sua alta arquibancada é um excelente mirante da cidade.

## Inauguração
America e Fluminense fizeram a partida inaugural do Estádio do Trabalhador, em Resende, tendo a partida terminado em 0 a 0, sendo disputada em 1º de outubro de 1992. Na disputa de pênaltis o Fluminense conquistou a Taça Cidade de Resende, ao vencer esta disputa pelo placar de 4 a 3, perante cerca de 7.000 torcedores.

## Estrutura
De uma boa infra estrutura, integra e bem planejado pelos recursos industriais da cidade de Resende-RJ, o estádio possui uma alta arquibancada de 140 m de comprimento por 20 m de largura numa das laterais do campo, porém grande e afastada do campo pela pista de atletismo e pela geral, seu degrau mais baixo encontra-se a 3 m do chão, possibilitando boa visão do campo sem interferência da grade. 
O acesso é feito pela lateral do Parque das Águas, por uma rua sem saída onde se encontra uma das bilheterias, donde inicia-se uma larga rampa espiral de 6m de largura, que dá acesso ao longo corredor no interior da arquibancada, onde se encontra a lanchonete e os banheiros. No lado oposto da rampa encontra-se a outra bilheteria, próxima ao ginásio do  Colégio Salesiano de Resende-RJ, que dá acesso a ampla geral desativada, também com lanchonete e banheiros de boa qualidade. 
Mesmo com boa estrutura o Estádio do Trabalhador necessita apenas de obras de modernização como cobertura total da arquibancada, cadeiras, elevadores, placar eletrônico, telão, revestimento adequado da pista de atletismo e extensão das cabines de imprensa com criação de camarotes em toda a extensão da parte superior da arquibancada e a criação do estacionamento sob a arquibancada e até a avenida Beira Rio, onde hoje se encontra um pátio da prefeitura, que necessita ser remanejada.

## Rivalidade regional no Estádio do Trabalhador
O Resende Futebol Clube possui uma rivalidade com o Volta Redonda FC, que gera bom movimento de público nestes confrontos, disputados em Resende e também no Estádio Raulino de Oliveira, em Volta Redonda.

## Outros Eventos
O Estádio do Trabalhador também já recebeu outros eventos, sendo um dos mais lembrados o show dos Mamonas Assassinas, que ocorreu no dia 12 de janeiro de 1996
1. ↑  gshow.globo.com/ Há 20 anos, os "Mamonas Assassinas" estiveram em Resende